# César-François Cassini de Thury
César-François Cassini de Thury (también conocido como Cassini III o Cassini de Thury) (17 de junio de 1714 - 4 de septiembre de 1784), fue un astrónomo y cartógrafo francés.

## Biografía
Cassini de Thury nació en Thury-sous-Clermont (Oise) en 1714. Fue el segundo hijo de Jacques Cassini and Suzanne Françoise Charpentier de Charmois. Al mismo tiempo, era nieto de Giovanni Domenico Cassini y sería el padre de Jean-Dominique Cassini, conde de Cassini.
En 1735 se convierte en miembro de la Academia de las Ciencias de Francia como astrónomo adjunto supernumerario, en 1741 se convierte en astrónomo adjunto y, finalmente, en 1745 sería ya miembro pleno.
Superó la posición oficial de su padre en 1756 y continuó las operaciones de reconocimiento heredadas. En 1744 comenzó la construcción de un gran mapa topográfico de Francia, uno de los hitos de la historia de la cartografía.
El puesto de director del Observatorio de París se creó en su beneficio en 1771 cuando el instituto dejó de depender de la Academia de las Ciencias.
Sus trabajos más importante son: La méridienne de l’Observatoire Royal de Paris (1744), Description géometrique de la terre (1775) y Description géometrique de la France (1784), que fue completado por su hijo.
César-François Cassini de Thury murió de viruela en París el 4 de septiembre de 1784.